# 普拉夫尼 (波爾塔瓦州)
49°25′46″N 33°48′42″E / 49.42944°N 33.81167°E
普拉夫尼（羅馬化：Plavni）是烏克蘭的村落，位於該國中部波爾塔瓦州，由波爾塔瓦區負責管轄，分別距離基謝利夫卡1.5公里和貝雷茲尼亞基2公里，海拔高度83米，2001年人口14。